# Bosjön, Skåne
Bosjön är en sjö i Örkelljunga kommun i Skåne och ingår i Stensåns huvudavrinningsområde.